# Joseph Campanella
Joseph Anthony Campanella (Manhattan, 21 de novembro de 1924 – Los Angeles, 16 de maio de 2018) foi um ator norte-americano.
Campanella apareceu em mais de 200 papéis na televisão e no cinema desde o início dos anos 1950 até 2009. É muito lembrado por seu papel como Joe Turino em Guiding Light e Harper Deveraux na telenovela Days of Our Lives, um papel que ele estrelou em 1987 para 1988. Dublou o personagem do Dr. Curt Connors/Lagarto em Spider-Man: The Animated Series (1994-1997).
Campanella foi indicado para prêmios importantes como o Daytime, Prémios Emmy do Primetime e Tony Award ao longo de sua carreira.

## Filmografia
- Murder, Inc. (1960) - Panto[3]
- The Young Lovers (1964) - Prof. Reese[3]
- The St. Valentine's Day Massacre (1967) - Albert Wienshank[3]
- Silent Running (1972) - Neal[4]
- Ben (1972) - Cliff Kirtland[3]
- The President's Plane Is Missing (1973) as Col. Doug Henderson[5]
- Hit Lady (1974) - Jeffrey Baine[6]
- Child Under a Leaf (1974) - Gerald[3]
- Sky Hei$t (1975) - Monty Ballard
- Meteor (1979) - General Easton[3]
- Defiance (1980) - Karenski
- Hangar 18 (1980) - Frank Lafferty[3]
- Earthbound (1981) - Conrad[3]
- My Body, My Child (1982) - Joe Cabrezi[7]
- Steele Justice (1987) - Harry[3]
- The Game (1988) as Schekel[8]
- No Retreat, No Surrender 3: Blood Brothers (1990) - John Alexander[3]
- Body Chemistry (1990) - Dr. Pritchard[3]
- Down the Drain (1990) - Don Santiago[3]
- A Show of Force (1990) - Walker Ryan
- Club Fed (1990) - Vince Hooligan[9]
- Last Call (1991) - Morris Thayer[3]
- Cafe Romeo (1991) - Nino[10]
- Dead Girls Don't Tango (1992) - Rheinhardt[11]
- The Force Within (1993) - Policial
- Save Me (1994) - Barton[3]
- Too Bad About Jack (1994)[12]
- The Glass Cage (1996) - LeBeque[3]
- James Dean: Live Fast, Die Young (1997) - Winton Dean
- Grizzly Adams and the Legend of Dark Mountain (1999) - Professor Hunnicut[13]
- The Dukes (2007) - Giovanni Zorro[3]
- The Legend of God's Gun (2007) - Narrador[14][15]
- Christmas at Cadillac Jack's (2007) - Joe Jenkins[16]
- For Heaven's Sake (2008) - Donald Meeks
- Lost Dream (2009) - Emil[17]